# Anthoxanthum odoratum
Il paleo odoroso (Anthoxanthum odoratum L., 1753) è una pianta angiosperma monocotiledone della famiglia delle Poacee diffusa in Eurasia.
È una pianta perenne tipica di prati su substrato acido. È anche utilizzata nei prati e come pianta ornamentale grazie al suo gradevole profumo.

## Descrizione
Anthoxanthum odaoratum forma cespi di 25–40 cm di altezza, con foglie verdi corte e larghe 3–5 mm, leggermente tomentose.  Fiorisce da aprile a giugno e presenta dense infiorescenze lunghe 4–6 cm formate da spighette di 6–10 mm di forma allungata e piuttosto scure da giovani. I lemmi inferiori proteggono le spighe.
Le ligule sono lunghe fino a 5 mm con bordi setosi.
L'aroma è particolarmente intenso nella pianta essiccata grazie alla presenza di  cumarina, un glicoside, e acido benzoico che profumano di erba appena sfalciata.  L'estremità del seme è di colore giallo vivace.
Evita suoli molto secchi o a lungo sommersi.

## Coltivazione
Germina dopo 4 5 giorni dalla semina su un suolo lavorato a primavera. Predilige suoli sabbiosi o limosi con pH acido.
Non è una specie foraggera molto produttiva, ma sopporta terreni acidi difficilmente colonizzati da altre piante.

## Galleria d'immagini

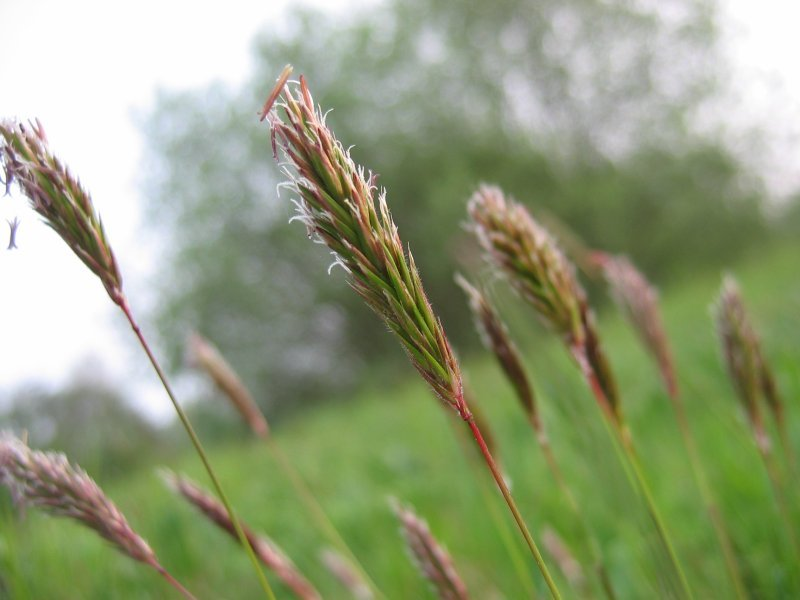
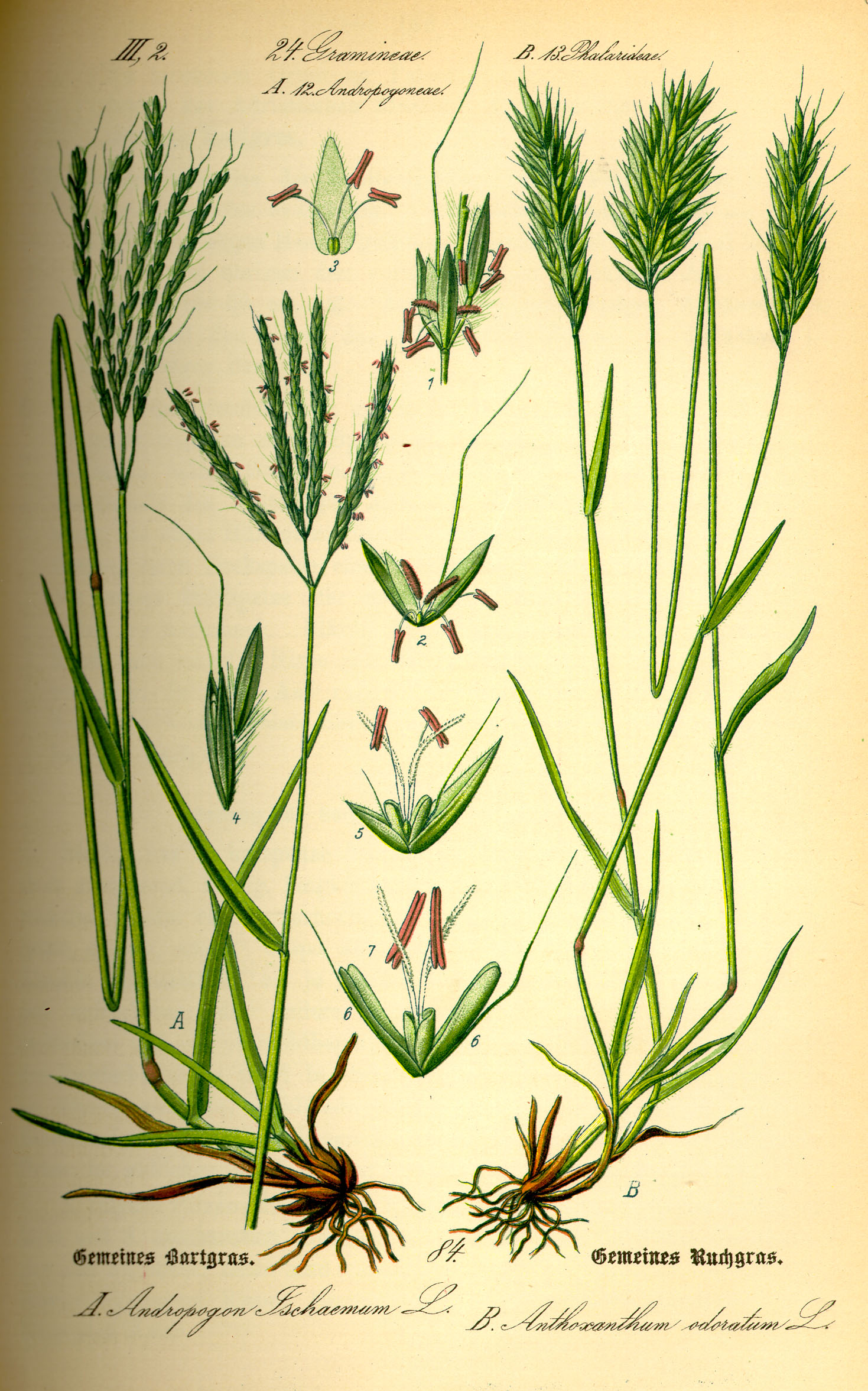
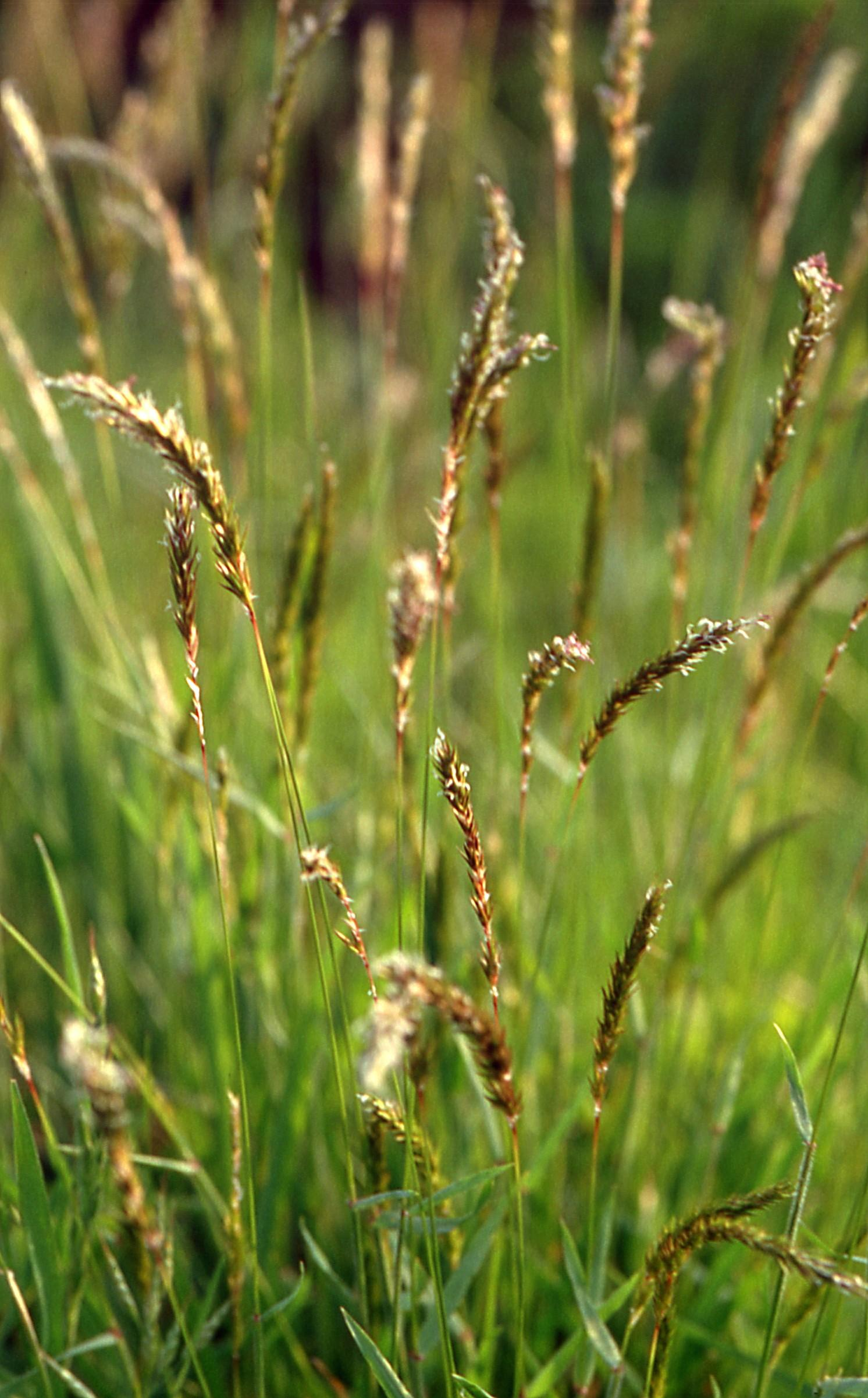
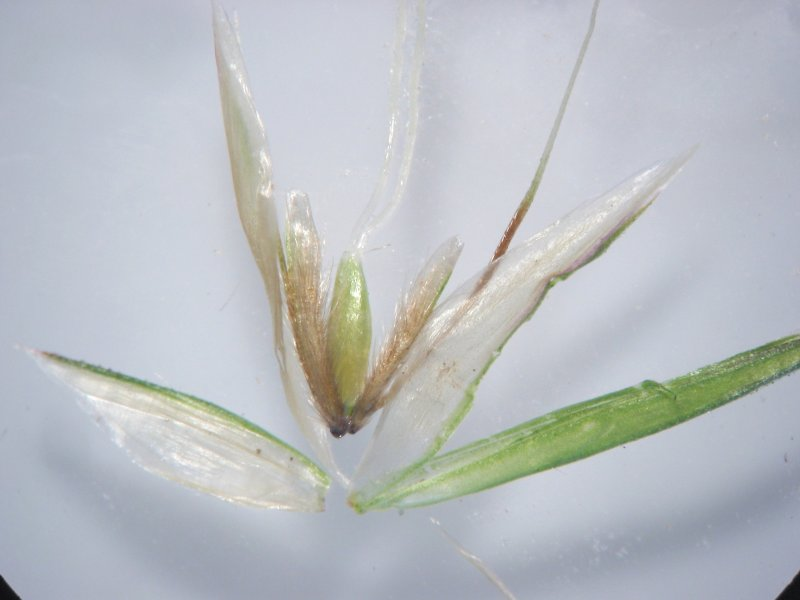
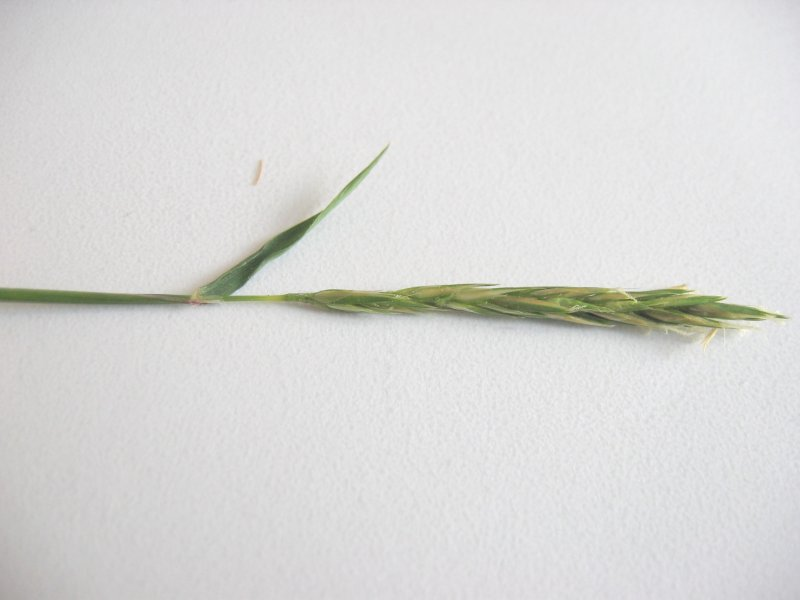
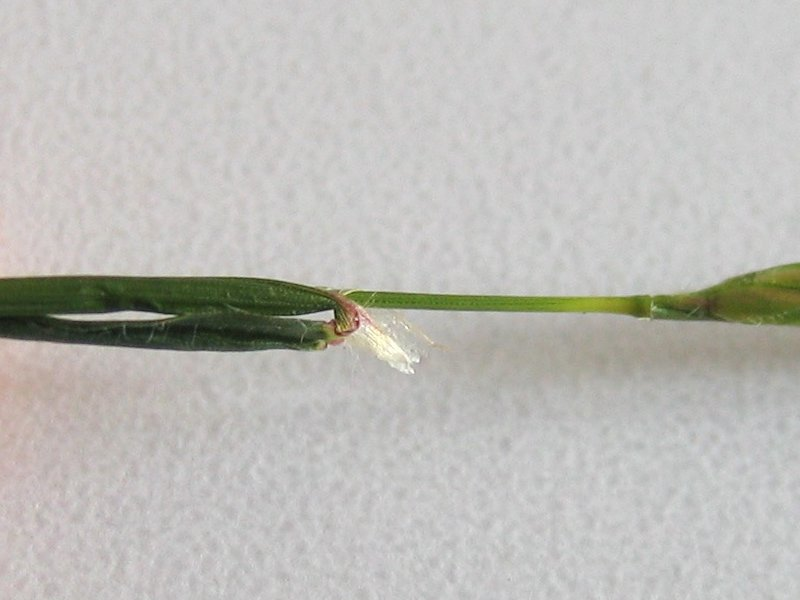
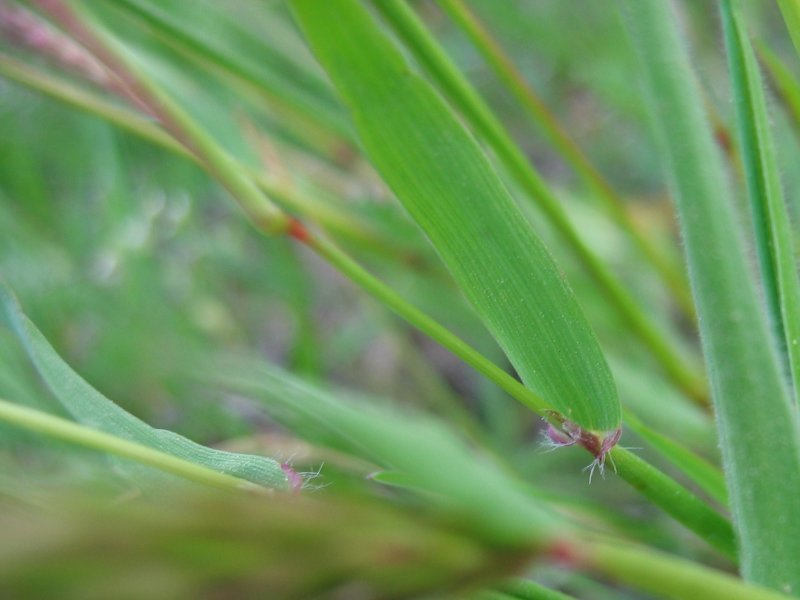
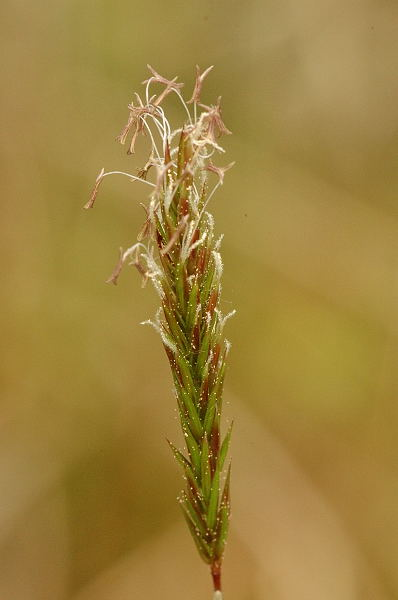
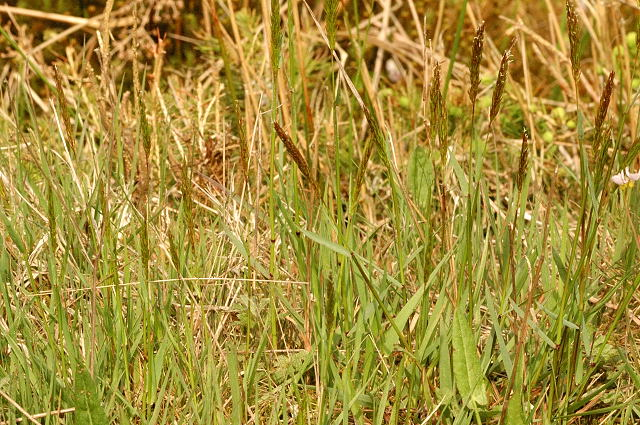
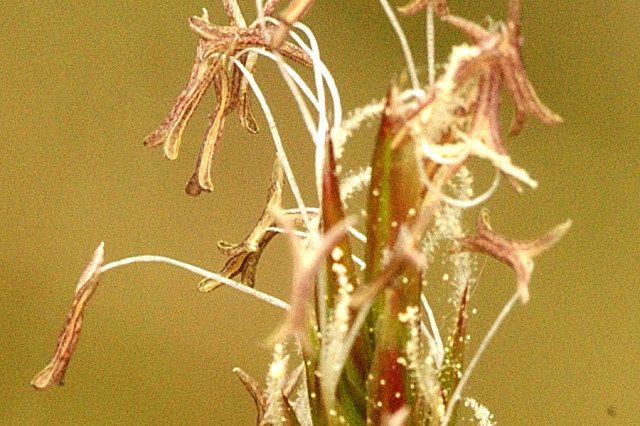